# Andre-Marie-François Dody
Andre-Marie-François Dody, francoski general, * 6. oktober 1887, † 2. junij 1960.